# 流氓國家
流氓国家（英語：Rogue state），或称无赖政权，是一个政治外交术语，用来描述被提出者认为危害世界和平的国家，例如严重限制人权、支持恐怖主义、意图扩散大规模杀伤性武器的专制集权政府。

## 美国使用

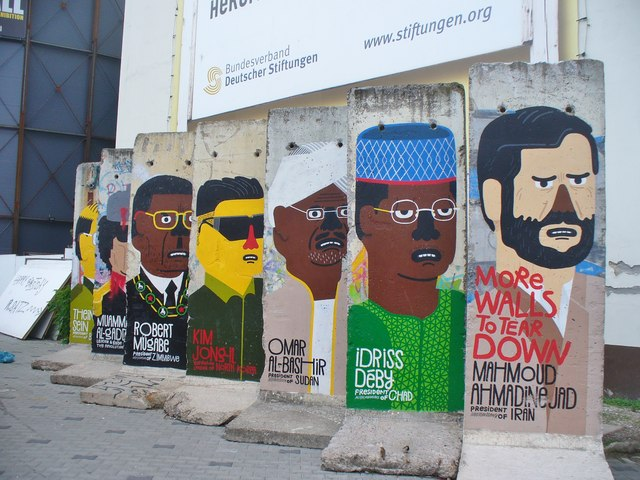
流氓國家與暴政據點領袖並列其中，由左至右：丹瑞大將的接班人緬甸總統登盛、利比亞民眾國元首格達費、辛巴威總統穆加贝、朝鮮領導人金正日、蘇丹總統巴希爾、查德總統伊德里斯·德比與伊朗總統內賈德。

早在1985年7月，美国总统里根就已提到这一术语，“我们不会容忍……来自无赖国家（outlaw states）的攻击……”，随后，克林顿政府对“流氓国家”一词进行了阐释。在1994年的《外交》杂志中，美国总统国家安全事务助理安东尼·雷克列出了五个“流氓国家”：朝鲜、古巴、伊朗、利比亚和伊拉克，他描述这些国家是“不仅置身于（民主）大家庭外，并且攻击其本身价值的顽固无赖国家（outlaw states）”。理论上，如果一个国家寻求获得大规模杀伤性武器、支持恐怖主义、严重苛虐人民，就会被定义为“流氓国家”。前述五个国家中的四个都符合以上条件，但古巴只是压迫人民以及压制来自美国的反对声音，也被美国列入了名单，这是由于古巴裔美国人、特别是古巴裔美国人全国基金会的政治影响力；另一方面，叙利亚和巴基斯坦并没有被列入名单中，因为美国政府希望叙利亚能够在以色列与阿拉伯国家的和平进程中扮演积极角色，而巴基斯坦则是因为美国长期与巴基斯坦保持着密切关系（冷战遗产）。
另外三个国家，南斯拉夫联盟共和国、苏丹和阿富汗伊斯兰酋长国也被美国贴上了“流氓国家”的标签。南斯拉夫是因为其领导人斯洛博丹·米洛舍维奇被指控侵犯人权，包括但不限于克罗地亚–塞尔维亚种族灭绝案和斯雷布雷尼察大屠杀。
美国采取了多项措施制裁“流氓国家”，例如对伊朗、利比亚、古巴、苏丹、阿富汗等采取严厉的经济制裁。1991年海湾战争后，美国在伊拉克禁飞区布置了空中力量，禁飞区内禁止伊拉克飞机飞行，以此制裁伊拉克，迫使其遵守联合国安理会687号决议（裁军）和688号决议（保护库尔德人的人权）。1998年，为打击报复基地组织爆炸袭击美国驻坦桑尼亚大使馆和驻肯尼亚大使馆，美国实行了无限延伸行动，向阿富汗和苏丹发射导弹。1999年，北约轰炸南斯拉夫，作为对南斯拉夫军队镇压科索沃阿尔巴尼亚人分离势力的回应。
在克林顿执政期的最后六个月，2000年6月，美国国务卿马德琳·奥尔布赖特宣布，“流氓国家”一词被废除，美国政府转而使用“需要关注的国家”（states of concern）称呼，因为原列表中的三个国家（利比亚、伊朗、朝鲜）已不再满足“流氓国家”所具备的条件。
九一一袭击事件发生后，小布什政府使用了一个类似的词替代“流氓国家”——“邪恶轴心”，包括伊拉克、伊朗和朝鲜。
2006年，利比亚与美国的外交关系取得进展，美国将利比亚从支持恐怖主义的国家名单中移除。
2015年，美国重开驻古巴大使馆，再次与古巴政府建立外交关系，美国随即将古巴从支持恐怖主义的国家名单中移除，后来再也没有称呼古巴为“流氓国家”。
特朗普上台后，由于委内瑞拉政府侵犯人权、经济崩溃及人口过度死亡、反美立场以及参与国际贩毒，又将其标为“流氓国家”。

## 土耳其使用
1999年，土耳其总统苏莱曼·德米雷尔称希腊是“流氓国家”，因为后者被指涉嫌支持库尔德斯坦工人党。
2012年，在叙利亚内战中，土耳其一架F-4战斗机被叙利亚击落，土耳其总理雷杰普·塔伊普·埃尔多安说叙利亚是一个“流氓国家”。
2020年纳卡冲突中，土耳其总统埃尔多安称亚美尼亚是一个“流氓国家”。

## 争议
“流氓国家”一词受到各界的争议，被美国指责为流氓国家的政权基本上都是反美的政权。而在美国提出该政治术语不久后，另一批人像是中国人、伊朗人、阿拉伯人就反对美国的指责，并称美国才是真正的“流氓国家”。
同样，因土耳其因拒不承认亚美尼亚种族大屠杀，并支持和亚美尼亚敌对的阿塞拜疆，因此亚美尼亚一直视土耳其为流氓国家，并且亚美尼亚和土耳其的边界常年处于关闭状态。

## 关联条目
- 邪惡軸心
- 暴政據點
- 支持恐怖主義的國家
- 被排斥的國家
- 經濟制裁
- 新聞自由掠奪者
- 美國政府進行的禁運和制裁列表